# Гарбер, Марджори
Марджори Гарбер (англ. Marjorie Garber, род. 11 июня 1944) — американский профессор Гарвардского университета и автор множества книг, наиболее примечательными из которых являются книги об Уильяме Шекспире и аспектах популярной культуры, включая сексуальность. 

## Биография
Гарбер написала «Корыстные интересы: переодевание в женскую одежду и культурная тревожность», теоретическую работу о вкладе трансвестизма в культуру. Другие работы включают «Секс и недвижимость: почему мы любим дома», «Академические инстинкты», «Наоборот: бисексуальность и эротизм повседневной жизни», «Шекспир в конце концов» и «Любовь к собакам». 
Её книга «Шекспир в конце концов» (издательство «Pantheon», 2004 г.) вошла в десятку лучших научно-популярных книг года по версии журнала Newsweek и была удостоена премии Кристиана Гаусса 2005 г. от общества Phi Beta Kappa. 
Она получила образование в Суортмор-колледже (степень бакалавра гуманитарных наук, 1966; степень бакалавра права в области права, 2004 [почётная степень]) и Йельском университете (1969), защитив докторскую диссертацию о снах в произведениях Шекспира. 
Элизабет Уинклер взяла интервью у Гарбер в книге «Шекспир был женщиной и другие ереси», где Гарбер описала свой интерес к персонажам и восприятие произведений Уильяма Шекспира, но дистанцировалась от коллег, которые создали причудливые биографии этого человека.

## Избранная библиография
- The Use and Abuse of Literature. — Pantheon Books[англ.], 2011. — ISBN 978-0-375-42434-2.
- Shakespeare’s Ghost Writers[англ.]: Literature as Uncanny Causality. Methuen Publishing[англ.]. 2010. ISBN 978-0-415-87556-1
- Shakespeare and Modern Culture. — Pantheon Books[англ.], 2008. — ISBN 978-0-307-37767-8.
- Patronizing the Arts. — Princeton University Press, 2008. — ISBN 978-0-691-12480-3.
- Profiling Shakespeare. — Routledge, 2008. — ISBN 978-0-415-96446-3.
- Shakespeare After All[англ.]. — Pantheon Books, 2004. — ISBN 978-0-375-42190-7.
- A Manifesto for Literary Study. — University of Washington Press[англ.], 2003. — ISBN 978-0-295-98344-8.
- Quotation Marks. — Routledge, 2002. — ISBN 978-0-415-93746-7.
- Academic Instincts. — Princeton University Press, 2001. — ISBN 978-0-691-04970-0.
- Sex and Real Estate: Why We Love Houses. — Pantheon, 2000. — ISBN 978-0-375-42054-2.
- Symptoms of Culture. — Routledge, 1998. — ISBN 978-0-415-91859-6.
- Dog Love. — Simon & Schuster, 1996. — ISBN 978-0-684-81871-9.
- Vice Versa: Bisexuality and the Eroticism of Everyday Life. — Simon & Schuster, 1995. — ISBN 978-0-684-80308-1.
- Bisexuality and the Eroticism of Everyday Life. — Routledge, 2000. — ISBN 978-0-415-92661-4.
- Vested Interests: Cross-Dressing and Cultural Anxiety. — Routledge, 1991. — ISBN 978-0-415-90072-0.